# Кутець
Кутець (рос. Кутец) — присілок в Дубровському районі Брянської області Російської Федерації.
Населення становить 43 особи. Входить до складу муніципального утворення Сещинське сільське поселення.

## Історія
Від 2005 року входить до складу муніципального утворення Сещинське сільське поселення.

## Населення
1. Н/Д[2]